# Ramin Dżahanbeglu
Ramin Dżahanbeglu (ur. 1956 w Teheranie) – irański filozof przebywający w Kanadzie. W 2006 był więziony w Iranie przez cztery miesiące.